# Yaqout Mubarak
Yaqout Mubarak (16 de julho de 1974) é um ex-futebolista profissional emiratense, que atuava como goleiro.

## Carreira
Yaqout Mubarak atuou no Al-Nassr.

## Seleção
Yaqout Mubarak integrou a Seleção Emiratense de Futebol na Copa das Confederações de 1997.

## Títulos
Emirados Árabes Unidos
- Copa da Ásia de 1996: 2º Lugar